# Barry (Illinois)
Barry es una ciudad ubicada en el condado de Pike en el estado estadounidense de Illinois. En el Censo de 2010 tenía una población de 1318 habitantes y una densidad poblacional de 359,89 personas por km².

## Geografía
Barry se encuentra ubicada en las coordenadas 39°41′54″N 91°2′23″O / 39.69833, -91.03972. Según la Oficina del Censo de los Estados Unidos, Barry tiene una superficie total de 3.66 km², de la cual 3.66 km² corresponden a tierra firme y (0%) 0 km² es agua.

## Demografía
Según el censo de 2010, había 1318 personas residiendo en Barry. La densidad de población era de 359,89 hab./km². De los 1318 habitantes, Barry estaba compuesto por el 96.97% blancos, el 0% eran afroamericanos, el 0.3% eran amerindios, el 0.15% eran asiáticos, el 0% eran isleños del Pacífico, el 1.21% eran de otras razas y el 1.37% pertenecían a dos o más razas. Del total de la población el 1.37% eran hispanos o latinos de cualquier raza.